# Battaglia di Mingtiao
La battaglia di Mingtiao fu una battaglia leggendaria tra le dinastie Xia e Shang, terminata con una vittoria per gli Shang creando le circostanze per l'elevazione del duca di Shang al trono della Cina.

## Premessa
Già prima dell'ascesa di Xia Jie al trono della dinastia Xia, il potere del clan si era ormai indebolito a causa di governanti corrotti e incapaci. Con Jie, la dinastia toccò il fondo: ritenendo il suo palazzo originale troppo semplice, egli ordinò la costruzione di un palazzo inclinato; la costruzione fu incredibilmente costosa, oltre che a impiegare sette anni di costruzione e decine di migliaia di schiavi, e causò l'odio da parte dei contadini.
Intanto, il clan Shang che abitava vicino alle rive meridionali del Fiume Giallo veniva sostenuto dalle tribù vicine. Il loro antenato, Qi, aveva lavorato per Yu il Grande, che lo aveva ricompensato con il territorio di Shang. Durante il regno di Tang, a causa del suo vasto sviluppo agricolo, gli Shang divennero sempre più forti: Tang si alleò con le tribù vicine e trattò i suoi sudditi con giustizia, spesso perdonandoli, secondo le fonti ufficiali. Tra coloro che lo sostenevano vi era Yi Yin, in origine lo schiavo del suo padre adottivo, e che poi divenne il cuoco di Tang quando quest'ultimo si sposò. In aggiunta, Yi, grazie alle sue analisi degli attuali affari del momento, divenne suo braccio destro e ottenne il nome di Yi Yin.
Determinato a terminare la dinastia Xia, Tang optò di accordarsi con Jie, rendendolo però ignaro del colpo di stato. In primis, egli mosse il suo popolo in un luogo chiamato Bo, vicino alla capitale Xia, la cui area era piatta, quasi del tutto priva di colline o fiumi capaci di fermarli.
Dato che molti nobili credevano nei fantasmi e negli spiriti, ritenevano estremamente importante venerare gli dei e i propri antenati. La tribù Ge, geograficamente vicina agli Shang, non venerava i propri antenati su basi regolari, ma divorava invece il bestiame e le pecore che Tang dava loro per i sacrifici, uccidendo invece i bambini che mandavano loro gli animali. Tang si vendicò conquistando e assimilando la tribù. Jie rimase però ignaro che Tang fosse una minaccia per il suo trono.

## La battaglia
Tang mise in atto il suo attacco contro la dinastia Xia quando alcune tribù iniziarono a ribellarsi contro di essa. Udendo della ribellione di Tang, Jie mandò le sue truppe dai territori di Gu, Wei e Kuenwu. Yi consigliò Tang di rimandare la lotta all'anno seguente, trascorso il quale Tang conquistò Gu e Wei e sconfisse Kuenwu.
Prima che l'esercito Shang procedesse oltre, Yi Yin consigliò Tang di migliorarne lo spirito, e l'altro lo fece tramite un discorso, noto storicamente come 'giuramento di Tang'. Alla fine, gli eserciti Xia e Shang si incontrarono a Mingtiao (odierna Anyi settentrionale, Xiyun) intorno al 1600 a.C. I generali e soldati di Tang aborrivano Jie, e dunque seguirono prodemente il loro signore; al contrario, le truppe di Jie, vedendo la potenza degli Shang, si rifiutarono di eseguire i loro ordini, e preferirono arrendersi o fuggire. Come risultato, gli Shang vinsero la battaglia, fondando le basi per la loro dinastia.
Dopo la battaglia, Xia Jie cercò rifugio a Kuenwu, ma Tang arrivò a stanarlo fino a lì, conquistando anche quel territorio, catturando Jie ed esiliandolo a Nanchao (odierna Chao, Anhui), dove Jie rimase per il resto dei suoi giorni. Tang eliminò in seguito le forze Xia rimaste, e i contadini Jia furono ridotti come schiavi.

## Eredità
Siccome Shang Tang era un nobile, la sua rivolta è considerata la prima "rivoluzione dei nobili" nella storia della Cina. La dinastia Shang, da lui fondata, fu anche la seconda dinastia basa sulla schiavitù nella storia della Cina (la prima era appunto la dinastia Xia).